# Рудольф Шпіс
Рудольф Шпіс (нім. Rudolf Spies; 2 грудня 1895, Москва — 2 лютого 1978, Мюнхен) — німецький військовий інженер, генерал-інженер люфтваффе.

## Біографія
1 жовтня 1914 року вступив добровольцем в 1-й уланський полк «Імператор Франц Йозеф Австрійський, король Угорський» №17. 11 лютого 1916 року перейшов на флот і пройшов курс пілота. З 5 серпня 1916 року — пілот авіаційної станції ВМС в Бохумі, з 2 липня 1917 року — морської фронтової ескадрильї в Ноймюнстері. 4 травня 1918 року збив 2 літаки, 12 серпня — ще один, а наступного дня був поранений і госпіталізований. 9 листопада 1918 року взятий в полон. 9 травня 1919 року переведений в 7-й резервний шпиталь. 6 квітня 1920 року переданий в розпорядження 2-го морського авіаційного дивізіону у Вільгельмсгафені, а 30 квітня був звільнений з армії.
З 1 травня 1920 по 21 жовтня 1922 року вивчав конструювання літаків в Дрезденському і Дармштадському вищих технічних училищах. З 28 серпня 1923 по 1 вересня 1924 року — фабричний інженер і пілот шведської авіакомпанії в Стокгольмі. З 15 вересня 1924 року — конструктор фірми «Гайнкель» у Варнемюнде.
1 лютого 1925 року повернувся в армію і був призначений допоміжним консультантом та пілотом Імперського військового міністерства. 16 березня 1927 року переведений на флот і призначений пілотом і консультантом з розробки та виробництва морських літаків. 1 травня 1933 року переведений в люфтваффе і призначений консультантом Імперського міністерства авіації. З 1 квітня 1934 року — технічний керівник тестового полігону в Травемюнде. З 1 квітня 1937 року — інженер Імперського міністерства авіації. З 1 травня 1938 року — головний інженер 2-го авіаційного групового командування, з 1 лютого 1939 року — 2-го, з 1 липня 1944 року — 1-го повітряного флоту. 8 травня 1945 року взятий в полон британськими військами. В 1948 році звільнений.

## Нагороди
- Залізний хрест 2-го і 1-го класу
- Знак пілота ВМФ за польоти над сушею
- Морський нагрудний знак «За поранення» в чорному
- Почесний хрест ветерана війни з мечами
- Медаль «За вислугу років у Вермахті» 4-го, 3-го і 2-го класу (18 років)
- Медаль «За Атлантичний вал»
- Хрест Воєнних заслуг 2-го і 1-го класу з мечами